# Escola de Vampiros
Escola de Vampiros (em alemão:  Die Schule der kleinen Vampire, em italiano:  Scuola di vampiri) é uma série animada ítalo-germânica do gênero comédia de terror, baseada no livro infantil Die Schule der kleinen Vampire de Jackie Niebisch de 1983.
Em Portugal a série foi emitida pela RTP2.

## Enredo
Em um castelo assustador, que está localizado perto de uma pequena cidade, tem a pequena escola para os vampiros, que são frequentados por seis alunos. O personagem principal da série é Oskar, mais do que esperado, o sobrinho do diretor é Graf Alerich von Horrificus. Mas o jovem vampiro não pode ver sangue sem desmaiar. Para este fim, os vampiros devem sempre se proteger do auto-proclamado caçador de vampiros Paul Polidori, cuja neta Sunshine Oskars é a melhor amiga de Oscar.

## Personagens
| Nome                        | Descrição |
| --------------------------- | --- |
| Oskar                       | Um jovem vampiro cujo tio é o diretor da escola. Ele é gentil e atencioso. Ele não pode suportar ver sangue e está apaixonado pela garota humana Sunshine.                                                                                             |
| Gruftine                    | Uma amiga de Oskar e a única menina na escola. Ela usa poções. Às vezes, ela tem ciúmes de Oskar e da Sunshine. |
| Tinto                       | Um nerd vampiro jovem que está tentando resolver todos os problemas de invenções científicas. |
| Fletscher                   | O rival de Oskar na escola. Ele é arrogante e rebelde, comentando sobre si mesmo, mas não tem muito a oferecer. Às vezes pode pregar peças em outros, o que, no entanto, tendem a cair para trás sobre si mesmo. Parece estar interessado em Gothilda. |
| Ashley                      | Era uma vez um jovem vampiro bonito, mas foi atingido pelo sol que lhe queimou. Agora ele é apenas um monte de cinzas falante, que normalmente são executados em torno de um pequeno carrinho de Klott.                                                |
| Klott                       | Aluno mais novo da escola e amigo de Ashley. É um pouco ingênua. Resume a situação mas nem sempre é sério. |
| Nestor                      | Zelador e cozinheiro da escola. Como um dos castelo ele nasceu não como um vampiro, mas ele conseguiu quando ele acidentalmente sentou em dentes de vampiro.                                                                                           |
| Graf Alerich von Horrificus | O diretor da escola e o tio de Oskar. Um vampiro muito proeminente e talentoso. |
| Archibald Oxford            | Professor da escola. Estrito, mas justo, às vezes um pouco distraído. |
| Lady Kryptina               | Professor na escola. |
| Sunshine                    | O grande amor de Oskar. Ela o ama muito, mas não tem ideia de que ele é um vampiro. Ela só acha que ele é um pouco estranho às vezes. |
| Paulus Polidori             | O avô de Sunshine. Um dos caçadores de vampiros auto-proclamados. Ele planeja livrar o mundo do flagelo dos vampiros mas geralmente falha. |